# جهان را بلرزان

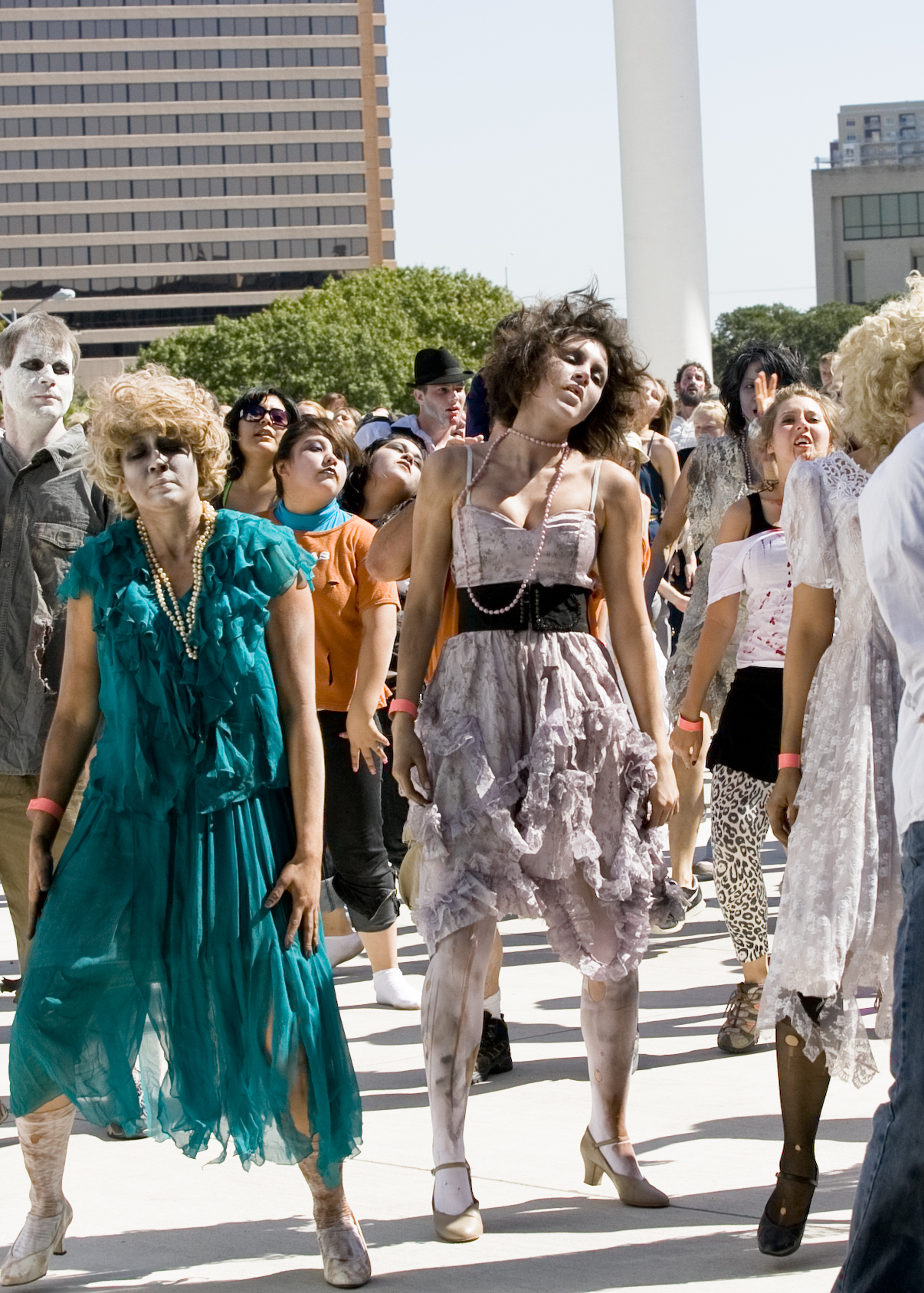
رقص گروهی مردم با آهنگ «تریلر» در تگزاس

جهان را بلرزان (به انگلیسی: Thrill the World) نام رقصی دسته جمعی است که در ماه اکتبر هر سال در کشورهای مختلف جهان اجرا می‌شود. شرکت کنندگان در این واقعه باید همانند «زامبی‌ها» لباس بپوشند و به تقلید از مایکل جکسون همانند رقص مردگان او در موزیک ویدیوی معروف «تریلر» برقصند. رقصندگان در این رویداد از نقاط مختلف جهان به صورت هم زمان شروع به رقص می‌کنند.
ایدهٔ این رقص در ابتدا در سال ۲۰۰۶ مطرح شد. در آن سال گروهی متشکل از ۶۲ نفر خود را به شکل «زامبی» در آوردند و توانستند پس از اجرای رقص مردگان مایکل جکسون رکورد «بزرگترین رقص دسته جمعی تریلر در یک مکان» را در کتاب رکوردهای جهانی گینس به نام خود ثبت کنند.
به دنبال این واقعه، جهان را بلرزان در سال ۲۰۰۷ در ۸۰ شهر و در ۱۷ کشور مختلف با شرکت ۱٬۷۲۲ نفر شروع شد.